# Teledapus
Teledapus is een kevergeslacht uit de familie van de boktorren (Cerambycidae). De wetenschappelijke naam van het geslacht werd voor het eerst geldig gepubliceerd in 1871 door Pascoe.

## Soorten
Teledapus omvat de volgende soorten:
- Teledapus aranea Holzschuh, 2003
- Teledapus celsicola Holzschuh, 1999
- Teledapus dorcadioides Pascoe, 1871
- Teledapus ocularis Holzschuh, 1981
- Teledapus picatus Holzschuh, 2003
- Teledapus pilosellus Holzschuh, 2007
- Teledapus querceti Holzschuh, 2007